# Falscher Marderhai
Der Falsche Marderhai (Pseudotriakis microdon), auch Falscher Katzenhai genannt, ist eine Art der Familie Pseudotriakidae und gehört zur Ordnung der Grundhaie (Carcharhiniformes). Es ist ein schlanker, dunkelbrauner Hai und wird maximal 2,69 (Männchen) bis 2,95 Meter (Weibchen) lang. Der untere Lappen der Schwanzflosse ist nur gering entwickelt.

## Verbreitung

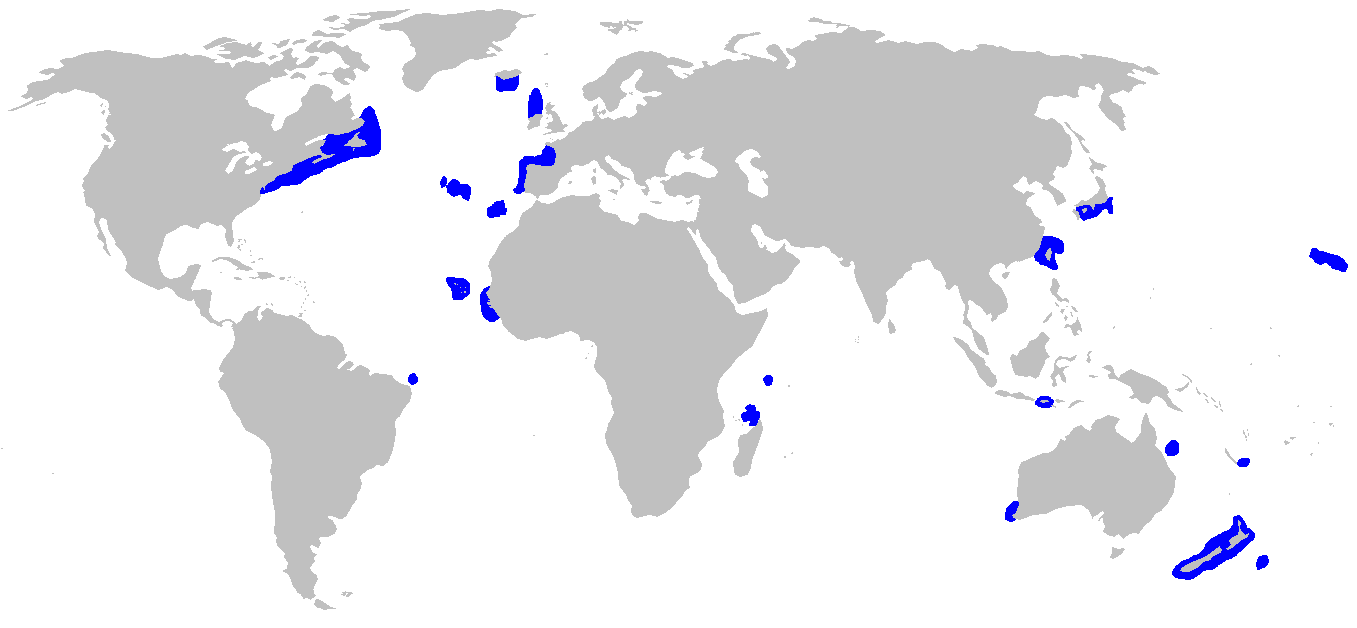
Verbreitungsgebiete des Falschen Marderhais

Die Fische leben weltweit über den Kontinentalsockeln in Tiefen von 200 bis 1500 Metern. Nachweise gibt es unter anderem 
- aus dem Atlantik vor New Jersey, Kuba, Brasilien, Island, Frankreich, Madeira, den Azoren, dem Senegal und Kap Verde.
- Im Pazifik wurde er bei Japan, Taiwan, Neuseeland und Hawaii gefunden.
- Im Indischen Ozean lebt u. a. bei der Aldabra-Gruppe und vor der Küste Westaustraliens.

## Fortpflanzung
Falsche Marderhaie sind lebendgebärend (Ovoviviparie). Pro Wurf werden jeweils zwei oder vier Junge geboren.

## Nahrung
Falsche Marderhaie ernähren sich von Knochenfischen, anderen kleinen Haien, Rochen und Wirbellosen.